# Cerchysiella centennalis
Cerchysiella centennalis är en stekelart som först beskrevs av Erdös 1955.  Cerchysiella centennalis ingår i släktet Cerchysiella, och familjen sköldlussteklar. Arten är reproducerande i Sverige.